# Franz Triebel
Franz Triebel (* 25. August 1869 in Preußisch Friedland; † 20. Januar 1942) war ein deutscher Reichsgerichtsrat.

## Leben

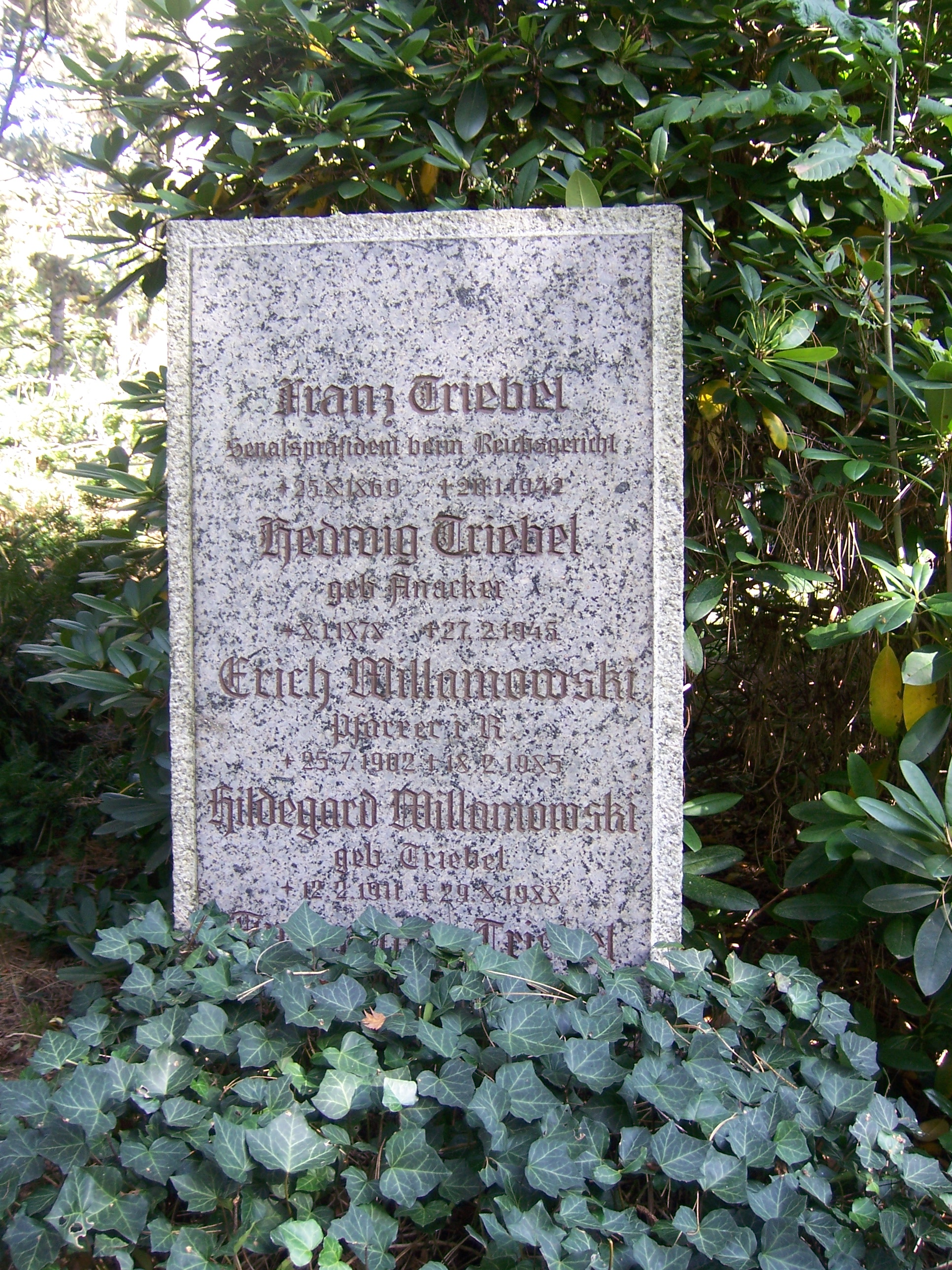
Grabstätte Franz Triebel auf dem Südfriedhof in Leipzig

Er schlug als Sohn eines Geheimen Regierungsrats die juristische Laufbahn ein. 1892 legte er die erste Staatsprüfung ab (ausreichend), die zweite 1896 (ausreichend). Er wurde im selben Jahr Assessor am Amtsgericht Marienwerder. 1900 wurde er Amtsrichter beim Amtsgericht Briesen/Westpreußen. 1908 wurde er Hilfsrichter beim Oberlandesgericht Marienwerder und 1911 dort Amtsgerichtsrat. 1912 wechselte er nach Berlin und wurde Kammergerichtsrat. Ab 1913 war er stellvertretendes Mitglied des Oberschiedsgerichtes für Angestelltenversicherungen und wurde im Dezember 1918 ordentliches Mitglied. Im Ersten Weltkrieg war er Hauptmann der Landwehr. Reichsgerichtsrat wurde er 1919. In der Regimezeit wurde er am 1. April 1934 Senatspräsident. Er ging am 1. Januar 1937 in den Ruhestand.